# Голубянка Пилаон
Голубянка Пилаон, или голубянка поволжская (лат. Kretania pylaon), — дневная бабочка из семейства голубянок.

## Синонимы
- Plebejus pylaon
- Lycaena pylaon Fischer von Waldheim, 1832
- Polyommatus pylaon
- Albulina pylaon
- Polyommatus (Albulina) pylaon
- Plebejus cleopatra Hemming, 1934

## Этимология латинского названия
Пилаон (греческая мифология) — один из двенадцати сыновей Нелея и Хлориды, погибший от руки Геракла.

## Замечания по систематике
На территории Восточной Европы встречается три подвида: номинативный (распространен в степях и предгорьях Крыма, в Днепропетровской, Запорожской и Луганской областях Украины, а также на юге, включая кубанские популяции, и юго-востоке европейской части России, преимущественно в Нижнем Поволжье и на Южном Урале).
На территории Венгрии, Румынии и Западной Украине обитает подвид Plebejides pylaon sephirus (Frivaldszky, 1835). В горах Центрального Кавказа, по нашему мнению, распространен подвид Plebejides pylaon albertii (Nekrutenko, 1975). На Восточном Кавказе этот подвид, вероятно, «замещает» близкий ирано-среднеазиатский вид Plebejides zephyrinus (Christoph, 1884). Взаимоотношение таксонов sephirus и zephyrinus остается дискуссионным.
У бабочек, собранных в Крыму, на Кубани и юго-востоке европейской России, можно отметить наличие двух типов рисунка в субмаргинальной области на нижней стороне заднего крыла — наличие особей с заостренными чёрными прикраевыми лунками и округлыми (последний признак часто служат основанием для отнесения экземпляров к таксону sephirus). На юго-западе и северо-востоке Восточной Европы отмечается клинальная изменчивость в соотношении данных признаков — на юго-западе преобладают особи с фенотипом «sephirus», а на востоке с фенотипом «pylaon».

### Подвиды
- Plebejus pylaon pylaon
- Plebejus pylaon albertii Nekrutenko, 1975  Название подвида дано в честь Г. Б. Альберти — немецкого энтомолога, сотрудника Зоологического музея Берлинского университета, исследователя бабочек Центрального Кавказа, коллектора типовой серии подвида. Центрально-кавказский подвид, который отличается от остальных подвидов строением гениталий самца (передний край вальвы более зубчатый), а также достаточно выраженной чёрной маргинальной линией на верхней стороне крыльев самца
- Plebejus pylaon cleopatra Hemming, 1934
- Plebejus pylaon delattini Junge, 1971
- Plebejus pylaon katunensis Balint & Lukhtanov, 1990
- Plebejus pylaon nichollae Elwes, 1901
- Plebejus pylaon solimana (Forster, 1938)
- Plebejus pylaon tadjikus Tschikolovetz
- Plebejus pylaon sephirus (Frivaldszky, 1835) (Голубянка Зефир) Дизъюнктивно обособленный таксон. Имеет целый ряд морфологических признаков, отличающих подвид от номинативного подвида: сплошной серый фон нижней стороны крыльев, не рассечённый в дискальной и субмаргинальной области белые жилки, уменьшенный размер оранжево-красных прикраевых лунок и овально-округлая их форма.

## Описание
Длина переднего крыла имаго 13—17 мм. Размах крыльев 28—34 мм. Глаза голые. Булава усиков состоит из 10 члеников. Половой диморфизм выражен (сверху самцы синие, самки бурые). Задние крылья снизу беловато-серые, с крупными оранжевыми субмаргинальными пятнами, без блестящих пятнышек у внешнего края. В центральной ячейке с нижней стороны крыльев пятна отсутствуют. Большинство черных пятен субмаргинального ряда на исподе задних крыльев центрированы блестящими голубыми чешуйками.

## Ареал
Испания, Швейцария, Италия, Венгрия, Румыния, Украина, страны Балканского полуострова, Турция, Западное Закавказье, Западный и Центральный Кавказ, юго-восток европейской части России, Южный Урал, Северный и Восточный Казахстан, Тянь-Шань, Алтай, Северо-западный Китай, Монголия.
- Распространение в Восточной Европе номинативного подвида

Обитает на юге и юго-востоке европейской части России, преимущественно в Нижнем Поволжье и Южном Урале. В Среднем Поволжье вид исключительно локален, известен в Ульяновской (Большие Ключищи Ульяновского района) и Самарской (Самара, Сызрань) областях. Южнее становится более обычным, встречается на Правобережье, в Ровенском и Энгельсском районах в Саратовской области, в Иловлинском, Ольховском районах, вблизи озера Эльтон, на горе Улаган, а также в окрестностях Волгограда в Волгоградской области. В Астраханской области достоверно известен из окрестностей горы Большое Богдо, а также из песков Батпайсагыр в Красноярском районе. Восточнее нередок в Оренбургской области, где приводился для окрестностей села Бугульчан в Предуралье, а также для Кувандыкского и Новоорского районов. В Башкирии известна единственная точка на юго-западе республики. Нередок в пустынных массивах Западного Казахстана.
- Распространение в Восточной Европе подвида sephirus

В Восточной Европе подвид распространен дизъюнктивно, изолированные популяции найдены в Венгрии, Молдове и Румынии. На Украине известен пока лишь по немногочисленным находкам из окрестностей города Каменец-Подольский и из Крыма, а в России на Кубани — запад Краснодарского края, где встречается на хребте Навагир (Анапский район), а также в низовьях реки Пшада.
- Распространение в Восточной Европе подвида albertii

В Восточной Европе обитает только на Центральном Кавказе, на высотах до 2100 м над ур. м.

## Местообитание
Номинативный подвид населяет степи разных типов, остепненные луга и склоны балок, полупустыни, меловые степи. На Волжском Правобережье в Саратовской области встречается на известняковых горах. В Волгоградской области встречается на крупных меловых массивах или на солончаковых лугах и в балках. На юге Астраханской области бабочки связаны с барханными пустынями с аспектом крестоцветных.
Подвид sephirus заселяет участки целинных степей, песчаные арены, крутые склоны речных террас, скальные обнажения. Предпочитает карбонатные почвы.
Подвид albertii населяет на Центральном Кавказе субальпийские разнотравные луга, сухие разнотравные луга в поймах ручьев и рек, до высоты 2100 м над ур. м.

## Биология
Номинативный подвид развивается в одном поколении за год. Лёт имаго отмечается в мае — июне. В Астраханской и Саратовской области недавно вышедшие из куколки особи наблюдались с середины мая. В Волгоградской области заметно полетавшие самки отмечаются в первых числах июня. В Ульяновской области самка этого вида была собрана в середине августа, хотя факты имеющегося второго поколения не известны.
Бабочки охотно питаются на цветущих растениях, особенно часто отмечались на астрагалах и люцерне. В балках часто держатся по песчаным и глинистым участкам южного склона. Иногда является массовым видом в остепненных балках. В окрестностях станции Досанг (Астраханская область) бабочки наблюдались совместно с Plebeius maracandicus в барханных, холмистых пустынях по участкам с цветущими крестоцветными, среди зарослей джузгуна. В таких местах бабочки часто садятся на цветущие растения, самцы активно преследуют самок.
Подвид sephirus развивается в одном поколении. Лет имаго — в мае-июне.
Подвид albertii является малоизученным таксоном. Развивается в одном поколении за год. Время лёта имаго высоко в горах Кавказа отмечается с конца июня до начала августа. В субальпийском поясе бабочки активно питаются на цветущих растениях — горцах, лютиках, горечавках.

## Размножение

### Яйцо
Диаметр яйца около 0,60 мм. Оно дискообразное с мелкоячеистой поверхностью. Цвет яйца белый со слабым зеленоватым оттенком. Самки откладывают яйца по одному на нижнюю часть листьев кормовых растений. Стадия яйца длится 4 дня.

### Гусеница
Длина гусеницы первого возраста около 1 мм. Её окраска светло-зеленая с темными точками по бокам. В два ряда вдоль спины и по бокам её тела расположены длинные белые щетинки. Голова буро-черного цвета. Гусеницы прогрызают отверстия в эпидермисе листовой пластики и выедают паренхиму листьев между слоями эпидермиса с помощью выдвигаемой из туловища на длинном стебельке головы. При достижении длины около 2 мм гусеницы прекращают питание и через сутки линяют.
Гусеница второго возраста салатно-зеленой окраски. Вдоль её спины проходит зелёную полосу, ограниченную по бокам крупными белесоватыми пятнами на каждом сегменте тела. Между спинным и краевым рисунком с каждой стороны тела находятся по два ряда белесоватых пятен. Голова чёрная. Достигнув длины около 3 мм, гусеницы прекращают питание, в течение пары суток проявляют двигательную активность и находят место у основания растения или зарываются в почву, затем впадая в диапаузу. Тело гусеницы в этот период приобретает овальную форму. За время диапаузы гусеница обычно уменьшается в размерах. Весной, вместе началом вегетации кормовых растений гусеницы выходит из диапаузы. При этом длина её составляет около 2 мм. Цвет тела становится буро-зеленым с красным оттенком. Достигнув длины 3 мм гусеница прекращает питание и через сутки вновь линяет.
Гусеница третьего возраста зелёного или буровато-зеленого цвета с тёмной спинной полосой, ограниченной светлыми линиями, со светлой линией по краю туловища над ногами. Между спинным и краевым рисунком проходят три светлые линии, образованные косыми штрихами. Тело покрыто недлинными белыми волосками. Голова чёрная, блестящая. Гусеницы питаются листовыми пластинками, сгрызая их паренхиму или обгрызая с краев.
Гусеницы держатся между листьями и цветками кормового растения, активно посещаются муравьями.
Гусеницы четвёртого возраста питаются листовыми пластинками, съедают сочную ось молодых листьев. Особенно предпочитают питаться бутонами и цветами. окраска взрослых гусениц такая же, как и у гусениц третьего возраста. Основной цвет тела гусениц зелёный. Окантовка светлой линии розово-красная. Тело гусениц покрыто белыми волосками, с их пучками на спинных светлых линиях. По мере развития контрастность рисунка уменьшается. Гусеницы, питавшиеся цветами приобретают красный оттенок. Достигнув длины тела в 13-14 мм гусеницы покидают кормовые растения и ищут место для будущего окукливания под опавшей листвой или камням, где в большинстве случаев прикрепляются к поверхности свода своего «убежища» задней частью тела спиной вниз. Примерно через 2 суток после прекращения питания гусеница окукливается.
Кормовые растения гусениц: Astragalus sp. — астрагал, Veronica sp. — вероника

### Куколка
Длина куколки 8—10 мм. Удлиненная, её цвет светло-желтовато-зеленоватый с розовыми пестринами (при питании гусениц цветками) или салатово-зеленый (при питании гусеницами листьями), с красной боковой линией. На 6—8 день у куколок будущих самок зачатки крыльев чернеют, у куколок будущих самцов — синеют. Стадия куколки 7—9 дней. Куколка часто прикреплена тонким пояском к кормовому растению.

### Особенности размножения подвидов
Самки подвида sephirus откладывают яйца на листья кормовых растений. Зимуют гусеницы младших возрастов. Окукливание проходит в муравейниках или на поверхности почвы у основания кормового растения. Мирмекофильный вид, связанный с муравьями Tapinoma simrothi, Чёрный садовый муравей, Camponotus spp., Tetramorium sp., Луговой муравей и др.
Кормовые растения гусениц: Astragalus dasyanthus — астрагал шерстистоцветковый, Astragalus exscapus — астрагал бесстебельный.
Самки подвида albertii откладывают яйца на листья кормового растения. Гусеница связана с муравьями рода Formica, Tapinoma. Кормовые растения гусениц: Astragalus utriger — астрагал пузыристый, астрагал.